# Тако ми недостајеш
Тако ми недостајеш је студијски албум српског фолк певача Мирослава Илића. Албум је објављен 1981. године за издавачку кућу ПГП РТБ, а доступан је био на касети и грамофонској плочи.

## Списак песама
| №  | Назив                          | Аутор(и)                                | Трајање |  |
| 1. | Сладак шећер, 'ладна вода      | Р. Тодоровић (т), Д. Александрић (м, а) |         |  |
| 2. | Није смела погрешити           | Н. Урошевић (т, м), Д. Александрић (а)  |         |  |
| 3. | Најлепша си кад се смејеш      | Р. Тодоровић (т), Д. Александрић (м, а) |         |  |
| 4. | Лако је теби, мала             | народна, адаптирала браћа Спасојевић    |         |  |
| 5. | Тако ми недостајеш             | Н. Урошевић (т, м), Д. Александрић (а)  |         |  |
| 6. | Маро, Маро                     | П. Вуковић                              |         |  |
| 7. | Свирај виолино, певај ми, мала | П. Вуковић                              |         |  |
| 8. | Негде у Србији, на брду Љубићу | О. Пјевовић (т, м), Д. Александрић (а)  |         |  |

## Пратећи музичари
- Оркестар Драгана Александрића — оркестар

## Остале заслуге
- Добривоје Иванковић — продуцент
- Петар Гаковић — тонски сниматељ
- Иван Ћулум — дизајн омота
- Зоран Кузмановић — фотографије